# Sablja (mačevanje)
Sablja (engleski: saber fencing) jedna je od tri discipline u sportskom mačevanju. Sablja služi za zabadanje i sječenje, oštricom i zadnjom stranom oštrice (za razliku od drugog modernog mačevalačkog oružja, mača i floreta, gdje se metode pogotka pogađaju samo vrhom oštrice).
U sportskom mačevanju natjecatelji se bore mačem, sabljom ili floretom.

## Dimenzije
Prema međunarodnim propisima, određene su dimenzije za sve tri vrste oružja u mačevanju. Duljina mača je po 110 cm (oštrica − 90 cm), težina do 770 g, duljina sablje do 105 cm (minimalna težina 500 g), a floret 110 cm (oštrica 90 cm, težina do 500 g).

## Ciljevi
Mačem se napada cijelo tijelo, sabljom samo do bokova, a floretom - prsa, trbuh i leđa. Vrhovi oružja moraju biti tupi ili prekriveni kuglom, a borci su zaštićeni maskom, oklopom i rukavicama.

## Galerija
- Veniamin Rešetnjikov (lijevo) i Nikolaj Kovalev (desno) obojica preuzimaju pogodak; sudac mora odlučiti tko će postići poen. Finale Svjetskog prvenstva u mačevanju 2013.
- Dijelovi sablje
- Sudac pokazuje žuti karton zbog zabranjenog poteza na Velikoj nagradi Orléansa 2014.
- Ciljna površina za natjecanje sa sabljom.